# Miguel Agustí
Miguel Agustí Ballester (Barcelona, 1 de febrero de 1945-10 de febrero de 2025) fue un escritor, periodista y actor español.

## Biografía
Miguel Agustí trabajó para el mercado exterior a través de agencias.
A partir de 1969 fue redactor jefe de la revista Strong, donde, a título anecdótico, acuñó el nombre de Los pitufos (Les Schtroumpfs) para traducir, por primera vez al castellano, el original franco-belga. La inspiración le vino a partir de declinar varias veces el nombre de Patufet, personaje singular del folklore catalán.
En la década de los ochenta, publicó varias novelas. Entre sus novelas publicadas cabe destacar El organista del Cosmos, Amante muerta no hace daño, El niño vacío y la humorística Desconfíe de usted mismo (¡Lo suyo es grave!), así como la antología Cazador de brujas. Algunas de sus obras han sido publicadas en Alemania, Bulgaria y Estados Unidos.
Publicó más de un centenar de artículos, relatos y guiones de cómic en numerosas revistas y periódicos.
Se casó inicialmente con Isabel Belart y tuvo un hijo escritor, David Agustí. Posteriormente se divorció y se casó con Charo Chinchilla, y tuvo otro hijo, Pablo Agustí.

## Obra
Historietística
| Años | Título          | Dibujante       | Tipo                            | Publicación |
| ---- | --------------- | --------------- | ------------------------------- | ----------- |
| 1970 | Pulso histórico | Enrique J. Abad | Serie, con Juan Potau y Estalló | Strong      |
| 1971 | Cartulino       | Alberto Solsona | Serie                           | Strong      |